# 彼得斯維爾 (阿拉斯加州)
彼得斯維爾（英語：Petersville）是位於美國阿拉斯加州馬塔努斯卡-蘇西特納自治市鎮的一個非建制地區和人口普查指定地區。根據2010年美國人口普查，該地共人口4人，而該地的面積約為920.40平方千米。

## 地理
彼得斯維爾的座標為62°22′37″N 150°44′49″W / 62.37694°N 150.74694°W，而該地的平均海拔高度為493米（即1617英尺）。